# Пармузина, Агрипина Антоновна
Агрипина Антоновна Пармузина (5 ноября 1883, Новые Вирки, Курская губерния — 4 ноября 1974, Новые Вирки, Сумская область) — советская колхозница, Герой Социалистического Труда (1947). Депутат Верховного Совета УССР 2—4-го созывов.

## Биография
Родилась 5 ноября 1883 года в крестьянской семье в селе Новые Вирки, Курская губерния (сегодня — Белопольский район Сумской области, Украина). С раннего возраста трудилась в сельском хозяйстве. В 1930 году вступила в колхоз «Большевик», где трудилась до начала Великой Отечественной войны. В 1933 году её назначили звеньевой по выращиванию технических культур. Занималась выращиванием конопли. В 1939 году полеводческое звено Агрипины Пармузиной стало заниматься выращиванием кок-сагыза. Во время Великой Отечественной войны эвакуировалась в Воронежскую область, где работала в одном из местных колхозов. После освобождения Сумской области возвратилась в родное село и стала звеньевой свекловодческого звена в колхозе «Большевик».
В 1946 году свекловодческое звено под руководством Агрипины Пармузиной собрало по 420 центнеров сахарной свеклы с каждого гектара. За этот доблестный труд она была удостоена в 1947 году звания Героя Социалистического Труда.
В 1954 году звено Агрипины Пармузиной собрало 550 центнеров сахарной свеклы и 300 центнеров картофеля с каждого гектара. За этот труд она была награждена в 1955 году вторым орденом Ленина.
В 1957 году вышла на пенсию. Скончалась 4 апреля 1974 года в селе Новые Вирки и была похоронена на местном сельском кладбище.

## Награды
- Герой Социалистического Труда (19.03.1947);
- 4 ордена Ленина (19.03.1947; 1948; 06.04.1951; 21.06.1952);
- Орден Трудового Красного Знамени (07.02.1939).